# せとぎり (護衛艦)
せとぎり（ローマ字：JS Setogiri, DD-156）は、海上自衛隊の護衛艦。あさぎり型護衛艦の6番艦。艦名は「瀬戸に立つ霧」即ち「瀬戸霧」に由来する。なお、艦艇名としては旧海軍通して初の命名である。
本記事は、本艦の艦暦について主に取り扱っているため、性能や装備等の概要についてはあさぎり型護衛艦を参照されたい。

## 艦歴
「せとぎり」は、中期業務見積りに基づく昭和60年度計画3,500トン型護衛艦2227号艦として、住友重機械追浜造船所浦賀工場で1987年3月9日に起工され、1988年9月12日に進水、1990年2月14日に就役し、第1護衛隊群第48護衛隊に編入され横須賀に配備された。
1991年6月27日から9月7日の間、護衛艦「くらま」、「あさかぜ」及びP-3C 5機とともに米国派遣訓練に参加。
1995年3月10日、東海から関東地方海域にかけて実施されたオーストラリア海軍ミサイル駆逐艦「ホバート」等からなる豪艦隊との親善訓練に護衛艦「あさかぜ」、潜水艦1隻、P-3C対潜哨戒機1機とともに参加する。
1996年、環太平洋合同演習（RIMPAC）に参加。
1997年3月24日、第48護衛隊が第4護衛隊群に編入され、定係港が大湊へ転籍。また、隊番号の改正により第48護衛隊が第8護衛隊に改称。
1998年3月20日、第3護衛隊群第7護衛隊に編入。
同年10月13日、韓国釜山で実施された韓国建国50周年記念国際観艦式に護衛艦「はるな」、「みょうこう」とともに参加した。
同年10月4日、護衛艦「せとぎり」とともに小樽港に寄港したオーストラリア海軍フリゲート「キャンベラ」、「ダーウィン」のホストシップとして派遣される。
同年11月25日からは護衛艦「はつゆき」とともにフランス海軍フリゲート「プレリアル」、「ヴァンデミエール」と交歓した。
2002年6月8日、テロ対策特別措置法に基づき、補給艦「はまな」とともにインド洋に派遣。同年7月まで任務に従事し、8月20日に帰国した。
2003年5月16日から、護衛艦「くらま」、「しまかぜ」とともに米国派遣訓練に参加、本艦のみ途中分離し7月17日から20日まで米東岸のニューポートで行われた「ニューポート黒船祭り」に参加し、9月10日に帰国した。
2008年3月26日、護衛隊改編により第3護衛隊群第3護衛隊に編入された。
同年、環太平洋合同演習（RIMPAC2008）に参加。
2010年8月23日、海賊対処法に基づき第6次派遣海賊対処行動水上部隊としてソマリア沖・アデン湾に向けて出航する。僚艦の護衛艦「まきなみ」とは途中で合流し、同年9月20日から12月22日までの間計28回の船団護衛を実施し、2011年1月21日に大湊に帰港した。
2011年3月11日に発生した東北地方太平洋沖地震による東日本大震災に対し、災害派遣される。
同年8月1日、編成替えにより第7護衛隊に編入、定係港は変わらず。
2013年7月26日、第16次派遣海賊対処行動水上部隊として護衛艦「ありあけ」と共にソマリア沖へ向けて出航した。 同年12月まで任務に従事し、2014年1月17日に大湊に帰港した。
2016年3月19日から4月27日までの間、護衛艦「ありあけ」、練習潜水艦「おやしお」とともに外洋練習航海（飛行）に参加、4月12日には「ありあけ」と共に海上自衛隊の艦船として初めてベトナム中南部にある要衝カムラン湾に寄港している。
2017年8月26日午後10時50分頃、本艦に搭載されていたSH-60J哨戒ヘリコプターが夜間訓練中に通信が途絶えた。乗員4人のうち男性乗員1人は事故発生後に救助されたが、機長を含む残り3人は行方不明となった。捜索の結果、水深2,600メートルの海底で上下逆さまとなった機体が発見され、10月27日に機体を揚収し内部を確認した結果、2名の行方不明者を発見したが、残る1名の発見には至らず捜索を終了した。 
同年12月3日、第29次派遣海賊対処行動水上部隊としてソマリア沖・アデン湾に向けて大湊から出航し、翌2018年4月まで任務に従事。その帰国途上の5月13日、14日にはインド海軍の駆逐艦「ランジット」と共同訓練を実施し、6月3日に大湊に帰港した。
2019年2月27日、護衛艦「しらぬい」就役による編成替えにより、護衛艦隊直轄第14護衛隊に編入。
定係港が舞鶴となり、同地に転籍。
2021年1月31日、第38次派遣海賊対処行動水上部隊としてソマリア沖・アデン湾に向けて舞鶴基地から出港した。3月中旬に現地に到着し、37次隊の「ありあけ」から任務を引き継いだ。5月1日にはアデン湾において、フランス海軍航空母艦「シャルル・ド・ゴール」、駆逐艦「シュヴァリエ・ポール」、アメリカ海軍駆逐艦「マハン」と海賊対処共同訓練を実施した。7月11日から12日には、アデン湾においてP-3C哨戒機とともに英空母打撃群（CSG21・空母「クイーン・エリザベス」、フリゲート「「リッチモンド」、「ケント」、補給艦「タイドスプリング」、「フォート・ヴィクトリア」、米海軍駆逐艦「ザ・サリヴァンズ」、蘭海軍フリゲート「エヴァーツェン 」）との間で海賊対処共同訓練を実施した。2021年8月16日朝、舞鶴基地に帰港し、翌17日に帰国行事が行われた。任務中は4隻の国内外船舶を護衛した。。
同年10月31日深夜0時頃、久米島の西北西約140 kmの海域において、同海域を西進する中国海軍のルーヤンⅡ級ミサイル駆逐艦1隻を確認した。当該艦艇が沖縄本島と宮古島との間の海域を南下し太平洋に抜けたことを確認するまでの間、海上自衛隊第5航空群所属P-3C哨戒機と共に、所要の情報収集・警戒監視を行った。
同年11月23日14時頃、海上自衛隊は西表島の南約170kmの海域において、同海域を北東進するロシア海軍キロ改級潜水艦2隻、ステレグシチーⅡ級フリゲート1隻、ドゥブナ級補給艦1隻及びイングル級救難えい船1隻の合計5隻を確認した。これらの艦艇が沖縄本島と宮古島との間の海域を北上した後、11月27日に対馬海峡を北東進し、日本海へ向けて航行したことを確認するまでの間、海上自衛隊第4航空群所属P-1哨戒機、第5航空群所属P-3C哨戒機、第12護衛隊所属「あぶくま」、第14護衛隊所属「せんだい」、第46掃海隊所属「くろしま」並びに第3ミサイル艇隊所属「おおたか」などと共に、所要の情報収集・警戒監視を行った。
2022年3月、低視認性塗装（ロービジビリティー Low-visibility 略してロービジとも）へ塗装変更。その内容としては、煙突頂部の汚れを目立たなくするための黒帯の廃止、艦番号及び艦名の灰色化かつ無影化、飛行甲板上の対空表示（航空機に対し艦番号下2桁を表示するための塗装）の消去。
同年4月9日、鳥取沖の訓練海空域において、海上保安庁と共同訓練を実施した。海上保安庁からは第八管区海上保安本部、回転翼機（アグスタ139）が参加し、災害発生時の救助者の輸送を想定した情報共有及び人員移送訓練を実施した。
同年6月2日21時頃、久米島の北西約130 kmの海域において、同海域を南進する中国海軍のドンディアオ級情報収集艦1隻を確認した。当該艦艇が沖縄本島と宮古島との間の海域を南東進し太平洋に抜けたことを確認するまでの間、海上自衛隊第46掃海隊所属「くろしま」、第5航空群所属P-3C哨戒機と共に、所要の情報収集・警戒監視を行った。
同年6月29日23時頃、宮古島の北東約130 kmの海域において、同海域を北西進する中国海軍のレンハイ級駆逐艦（艦番号102）、ルーヤンIII級駆逐艦（艦番号120）、フチ級補給艦（艦番号902）の計3隻を確認した。当該艦隊が東シナ海に抜けたことを確認するまでの間、海上自衛隊第5航空群所属P-3C哨戒機と共に、所要の情報収集・警戒監視を行った。なおこれらの艦艇は、いずれも同年6月12日から13日にかけて対馬海峡を抜けて日本海に入り、その後2手に分かれて津軽海峡と宗谷海峡から太平洋へ抜けて合流、最終的に東シナ海へ抜けるという日本周回行動を行っていたものである。
同年7月5日深夜4時頃、宮古島の北東約120 kmの海域において、同海域を北西進する中国海軍のドンディアオ級情報収集艦（艦番号794）を確認した。当該艦艇が北西進して東シナ海に抜けたことを確認するまでの間、海上自衛隊第46掃海隊所属「くろしま」、第1航空群所属P-1哨戒機、第5航空群所属P-3C哨戒機と共に、所要の情報収集・警戒監視を行った。なお当該艦艇は、同年6月12日以降に対馬沖から日本海に入り、その後津軽海峡から太平洋へ抜け、御蔵島と八丈島の間を西進し、最終的に東シナ海へ抜けるという日本周回行動を行っていたものである。
同年10月12日、舞鶴地方総監部、ミサイル艇「うみたか」、回転翼機（SH‐60K）とともに海上保安庁と共同訓練実施した。海保からは第八管区海上保安本部、巡視船「きそ」・「あさま」・「ほたか」、巡視艇「あおい」が参加し、重要施設等に向かう不審船を想定し、共同追跡・監視訓練、停船措置訓練、情報共有訓練を実施した。
同年11月6日の令和4年度自衛隊国際観艦式において祝賀航行部隊第7群の先導艦を務めた。
同年11月19日・20日、関東南方から四国南方の海空域において、日米豪共同訓練を実施した。米海軍空母「ロナルド・レーガン」、巡洋艦「チャンセラーズビル」、駆逐艦「ミリウス」、オーストラリア海軍補給艦「ストルワート」が参加し、各種戦術訓練（対空戦、対水上戦、洋上補給等）を実施した。なお、共同訓練の中で、米軍及び豪州軍からの要請を受け両国の艦艇合わせて4隻を警護する「武器等防護」を実施した。
同年11月28日17時頃、対馬の南西約150 kmの海域において、同海域を北東進する中国海軍のジャンカイII級フリゲート（艦番号577）を確認し、同29日の9時頃には対馬の南東約20kmの海域において同海域を北西進する中国海軍のソブレメンヌイ級ミサイル駆逐艦（艦番号138）を確認した。その後、これらの艦艇が日本海に抜けたことを確認するまでの間、海上自衛隊第4航空群所属P-1哨戒機と共に所要の情報収集・警戒監視を行った。
同年11月30日15時頃、対馬の北東約100 kmの海域において、同海域を南西進する中国海軍のジャンカイII級フリゲート（艦番号577）を確認し、同年12月1日の深夜2時頃には、対馬の北東約110kmの海域において南西進する中国海軍のソブレメンヌイ級ミサイル駆逐艦（艦番号138）を確認した。その後、これらの艦艇が対馬海峡を南西進し東シナ海に抜けたことを確認するまでの間、海上自衛隊第1航空群所属P-1哨戒機と共に所要の情報収集・警戒監視を行った。
2024年1月2日以降、令和6年能登半島地震に対し災害派遣。能登半島周辺での被害状況偵察のほか、毛布、飲料水、粉ミルクなどを輸送。
2025年6月10日、若狭湾において、舞鶴地方総監部、ミサイル艇「はやぶさ」とともに海上保安庁と共同訓練を実施した。海保からは第八管区海上保安本部、巡視船「ほたか」、「だいせん」、固定翼機（MA728）が参加し、情報共有訓練、護衛艦と巡視船の運動要領等に関する訓練を実施した。
現在は護衛艦隊第14護衛隊に所属し、定係港は舞鶴である。

### 歴代艦長
| 代 | 氏名       | 在任期間               | 出身校・期          | 前職                              | 後職                                               | 備考                 |
| -- | ---------- | ---------------------- | ------------------- | --------------------------------- | -------------------------------------------------- | -------------------- |
| 01 | 神崎英昭   | 1990.2.14 - 1991.9.11  |                     | せとぎり艤装員長                  | 稚内基地分遣隊長                                   |                      |
| 02 | 古屋克巳   | 1991.9.12 - 1993.8.9   |                     | 第1海上訓練指導隊付               | 電子業務支援隊電子第1科長 兼 第2科長               |                      |
| 03 | 森井洋明   | 1993.8.10 - 1995.3.9   | 防大17期            | 自衛隊佐賀地方連絡部              | 呉地方総監部防衛部                                 |                      |
| 04 | 間々田俊治 | 1995.3.10 - 1996.8.19  | 防大17期            | 自衛隊愛知地方連絡部募集課長      | 横須賀地方総監部管理部 人事課長                    |                      |
| 05 | 鈴木啓三   | 1996.8.20 - 1997.9.9   |                     | 第1海上訓練指導隊付               | 誘導武器教育訓練隊教育部長 兼 学生隊長 兼 研究室長 | 1997.1.1 1等海佐昇任 |
| 06 | 増田拓治   | 1997.9.10 - 1999.8.1   |                     | 舞鶴地方総監部管理部 総務課長     | 海上幕僚監部監理部 法務課訟務班長                  |                      |
| 07 | 影山博文   | 1999.8.2 - 2000.8.2    | 防大20期            | 自衛隊京都地方連絡部募集課長      | 海上自衛隊第1術科学校教官 兼 研究部員              |                      |
| 08 | 中村雅樹   | 2000.8.3 - 2001.8.19   | 防大26期            | 海上幕僚監部防衛部運用課          | 海上自衛隊幹部学校付                               |                      |
| 09 | 高巣親徳   | 2001.8.20 - 2002.12.9  | 防大22期            | 大湊基地業務隊補充部付            | しもきた                                           |                      |
| 10 | 吉元知明   | 2002.12.10 - 2004.4.4  |                     | 海洋業務群司令部幕僚              | むろと副長                                         |                      |
| 11 | 棚岡充雄   | 2004.4.5 - 2005.3.24   | 中央大学・ 36期幹候 | さわぎり船務長 兼 副長            |                                                    |                      |
| 12 | 市坪秀明   | 2005.3.25 - 2006.7.31  | 防大26期            | まきなみ副長                      | ゆうだち艦長                                       |                      |
| 13 | 池田秀人   | 2006.8.1 - 2007.12.1   | 防大28期            | 海上自衛隊幹部学校付              | きりしま艦長                                       | 2007.7.1 1等海佐昇任 |
| 14 | 田畑浩一   | 2007.12.2 - 2009.3.16  | 防大25期            |                                   | くろべ艦長                                         |                      |
| 15 | 宮田敏邦   | 2009.3.17 - 2010.3.23  | 防大29期            | 舞鶴地方総監部管理部 援護業務課長 | 横須賀海上訓練指導隊 船務航海科長                  |                      |
| 16 | 西脇匡史   | 2010.3.24 - 2011.4.3   | 防大37期            | 護衛艦隊司令部幕僚                | 海上幕僚監部防衛課 兼 統合幕僚監部運用第1課        |                      |
| 17 | 保苅秀之   | 2011.4.4 - 2012.3.6    | 37期幹候            | 自衛隊富山地方連絡部募集課長      | さみだれ艦長                                       |                      |
| 18 | 高梨康行   | 2012.3.7 - 2013.2.24   |                     | 横須賀地方総監部防衛部            | 海上幕僚監部総務部総務課                           |                      |
| 19 | 岩波俊行   | 2013.2.25 - 2014.3.23  | 防大38期            | 呉海上訓練指導隊船務航海科長      | 海上幕僚監部総務部総務課                           |                      |
| 20 | 中大路真   | 2014.3.24 - 2015.4.2   | 東京外大            | きりしま副長                      | 統合幕僚監部運用部                                 |                      |
| 21 | 竹下文人   | 2015.4.3 - 2016.10.23  |                     | おうみ副長                        | 横須賀地方総監部管理部                             |                      |
| 22 | 舎川 武    | 2016.10.24 - 2018.9.13 |                     | 横須賀海上訓練指導隊船務航海科長  | 横須賀地方総監部管理部総務課                       |                      |
| 23 | 岩瀬 剛    | 2018.9.14 - 2019.7.31  |                     | 横須賀地方総監部防衛部            | しらせ運用長                                       |                      |
| 24 | 佐藤伸哉   | 2019.8.1 - 2022.3.14   |                     | 舞鶴海上訓練指導隊船務航海科長    | かが副長                                           |                      |
| 25 | 星原健吾   | 2022.3.15 - 2023.7.23  | 大阪大院            | おうみ副長                        | 海上自衛隊幹部学校付                               | 2023.1.1 1等海佐昇任 |
| 26 | 田中甫和   | 2023.7.24 - 2024.6.6   |                     |                                   |                                                    |                      |
| 27 | 三原大典   | 2024.6.7 -             |                     |                                   |                                                    | 2025.7.1 1等海佐昇任 |

## ギャラリー

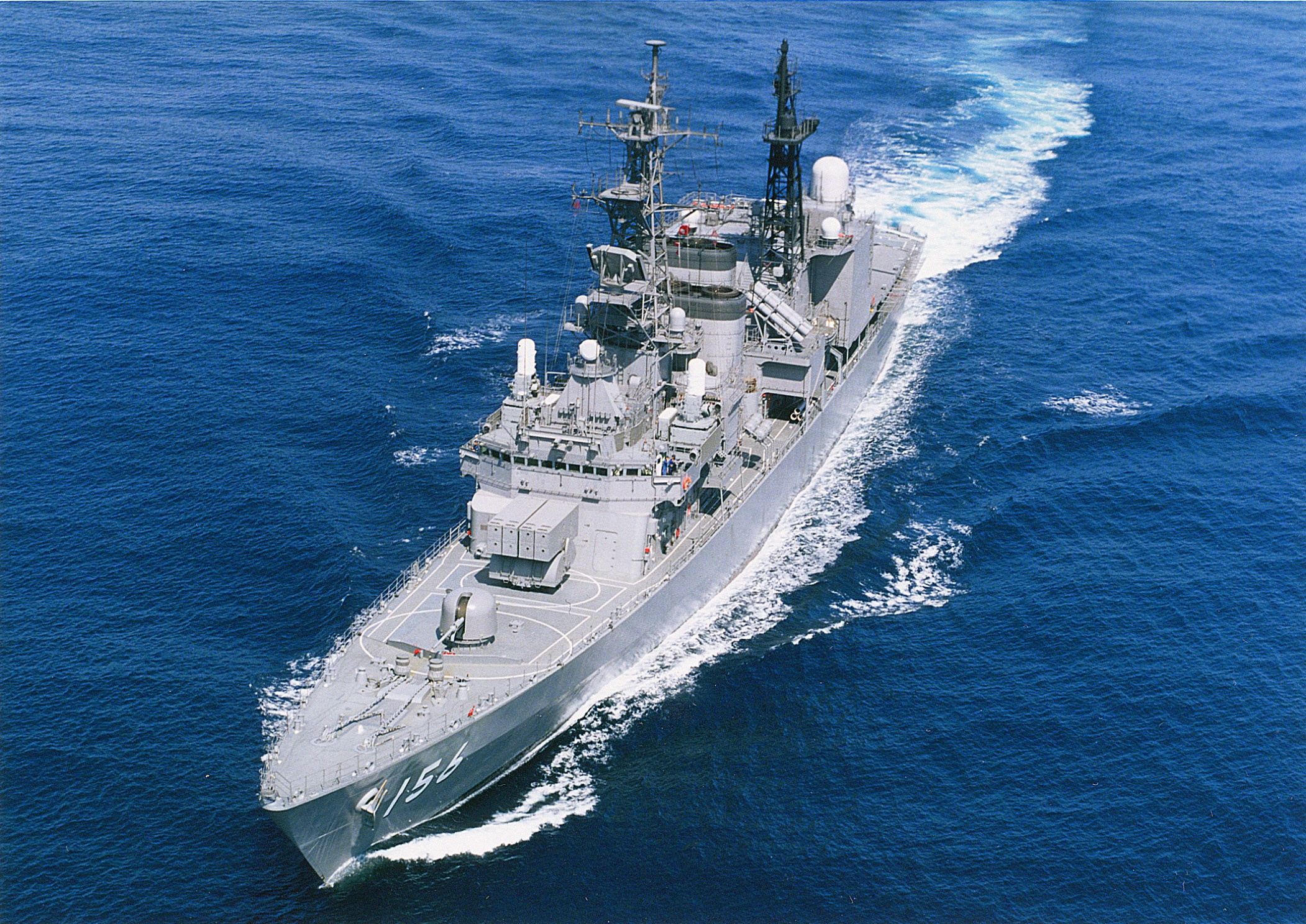
就役当時の「せとぎり」
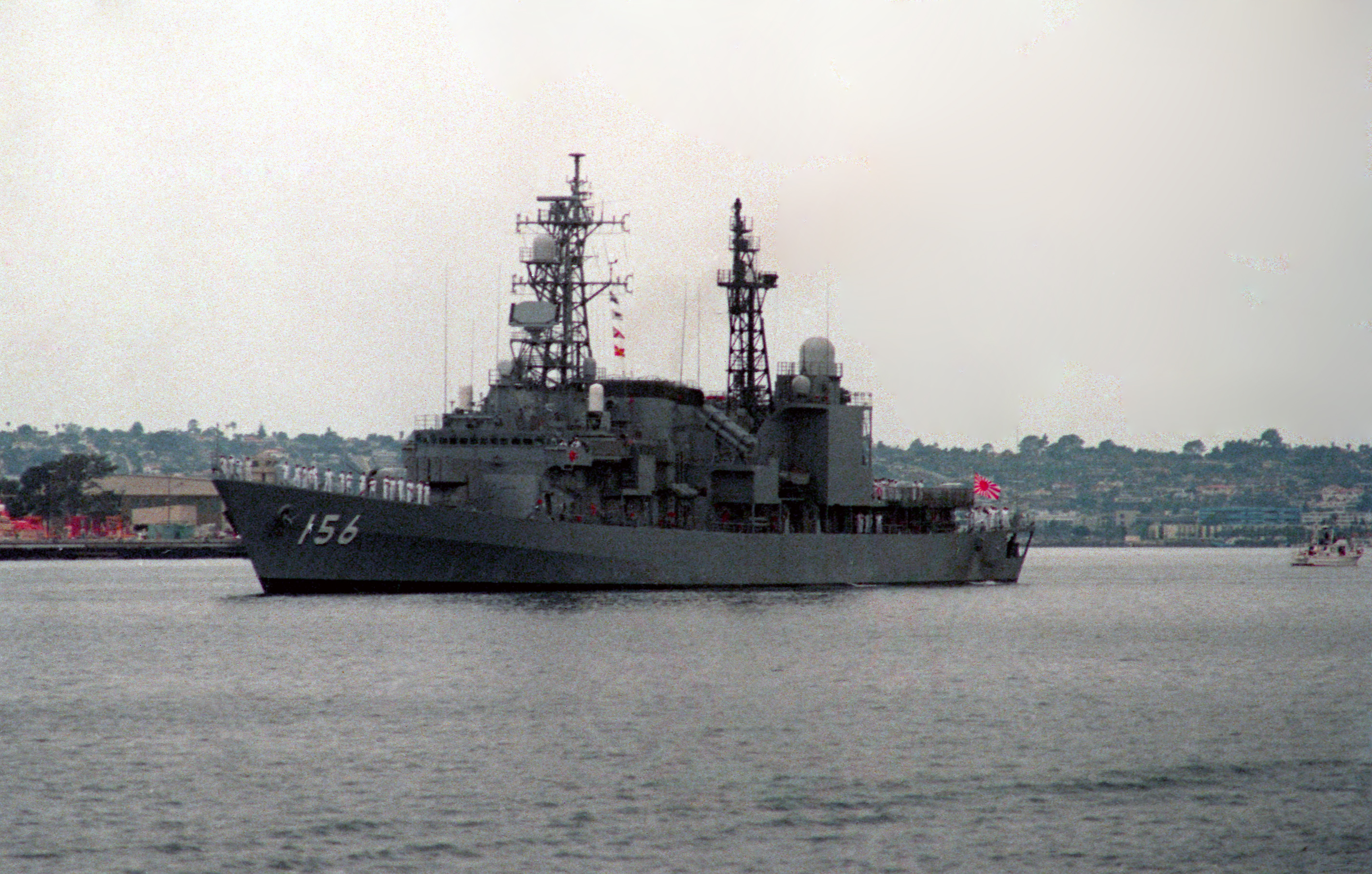
サンディエゴ港に寄港した「せとぎり」（1991年）
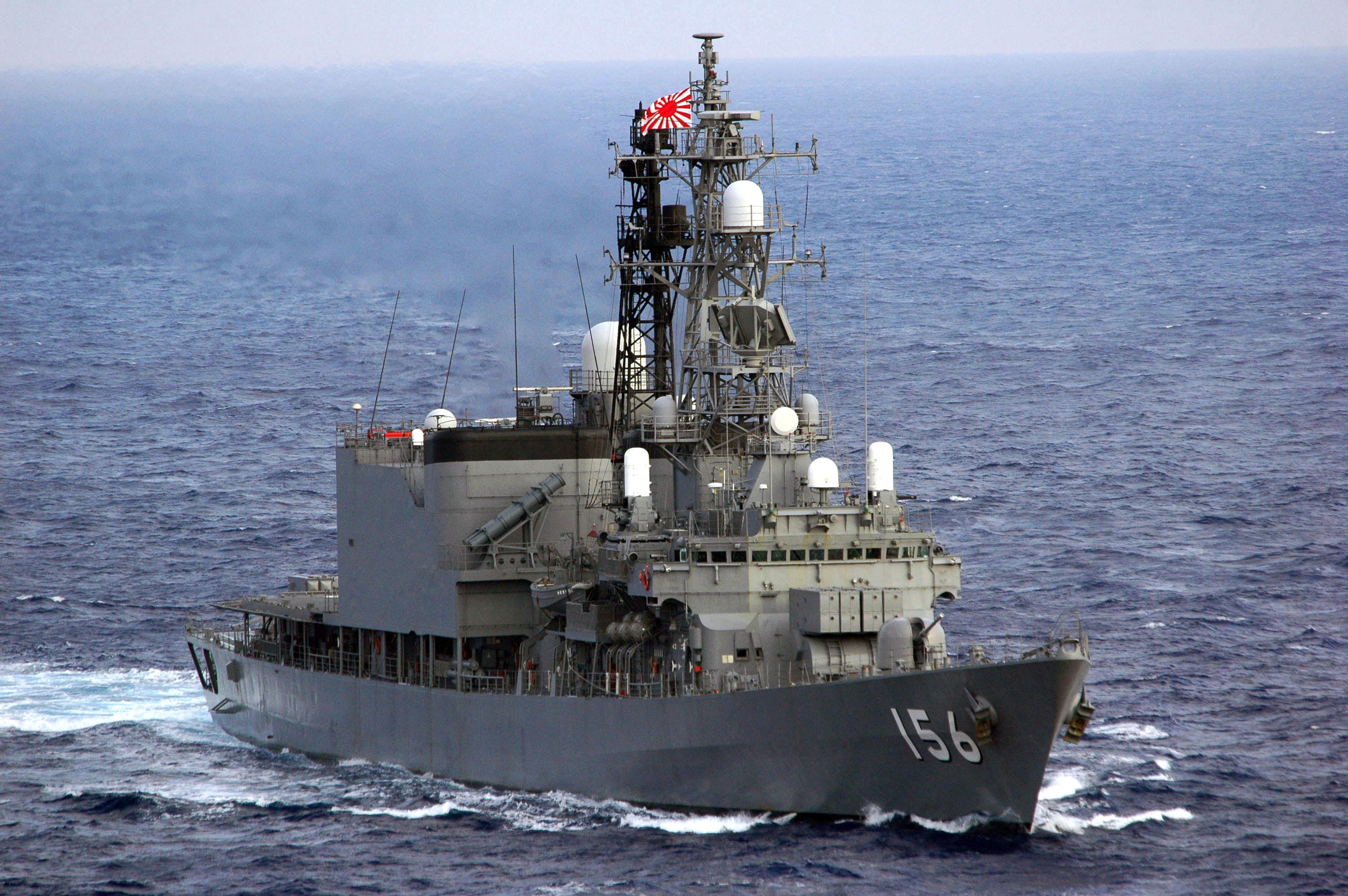
太平洋を航行中の「せとぎり」(2007年)
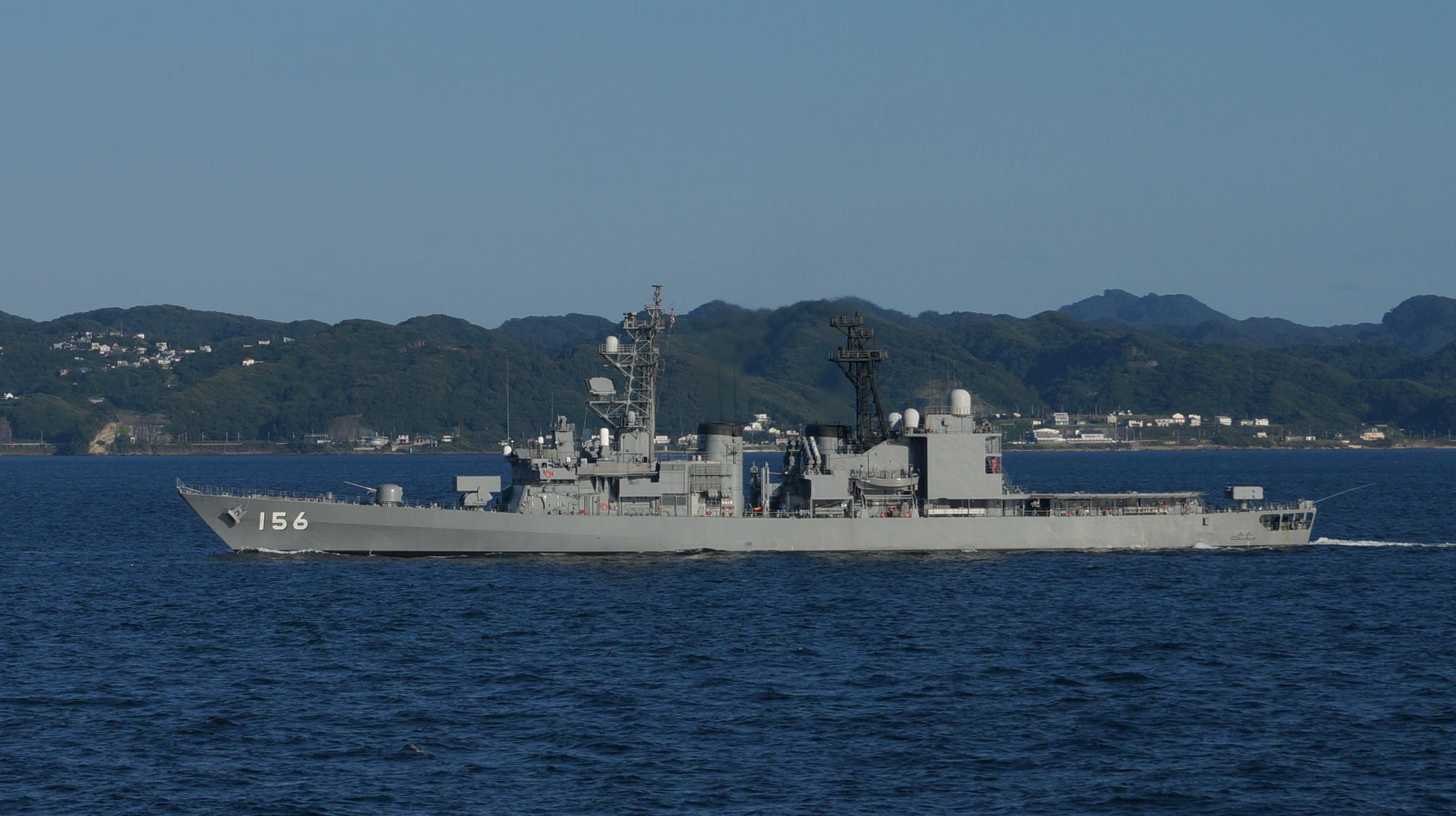
東京湾にて撮影(2017年)
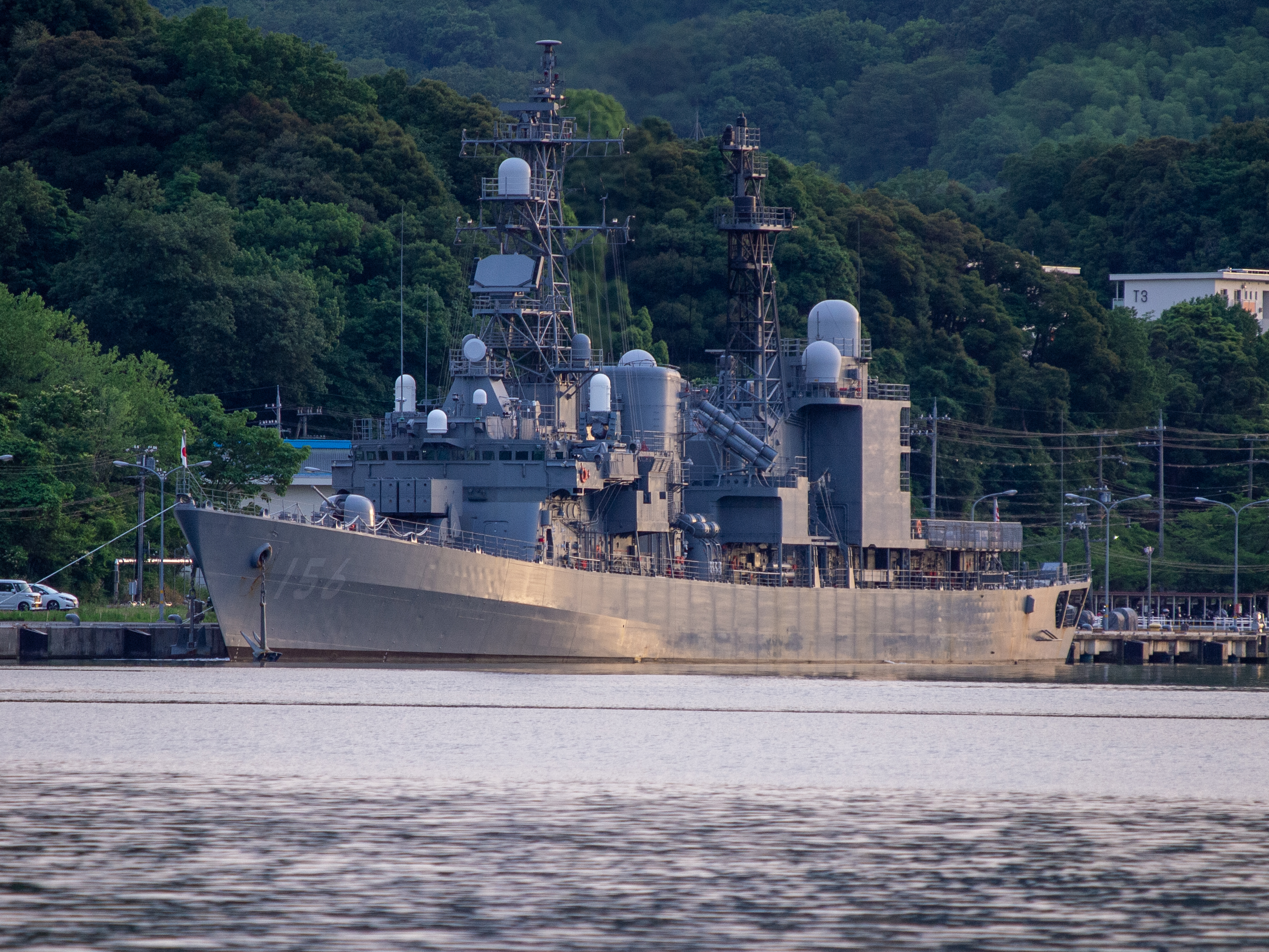
舞鶴基地に停泊中の「せとぎり」(2023年)
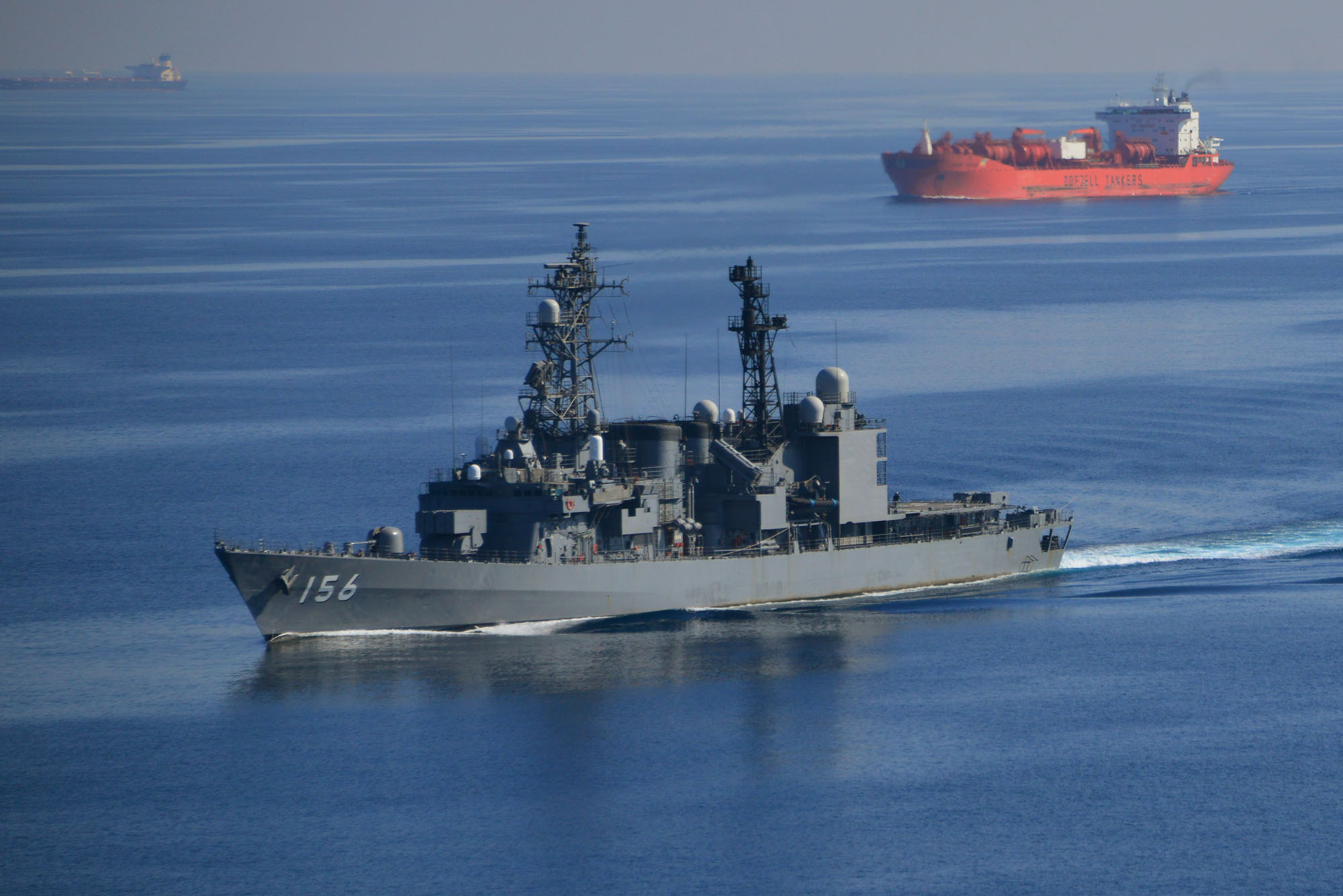
ソマリア沖にて商船護衛を行う「せとぎり」
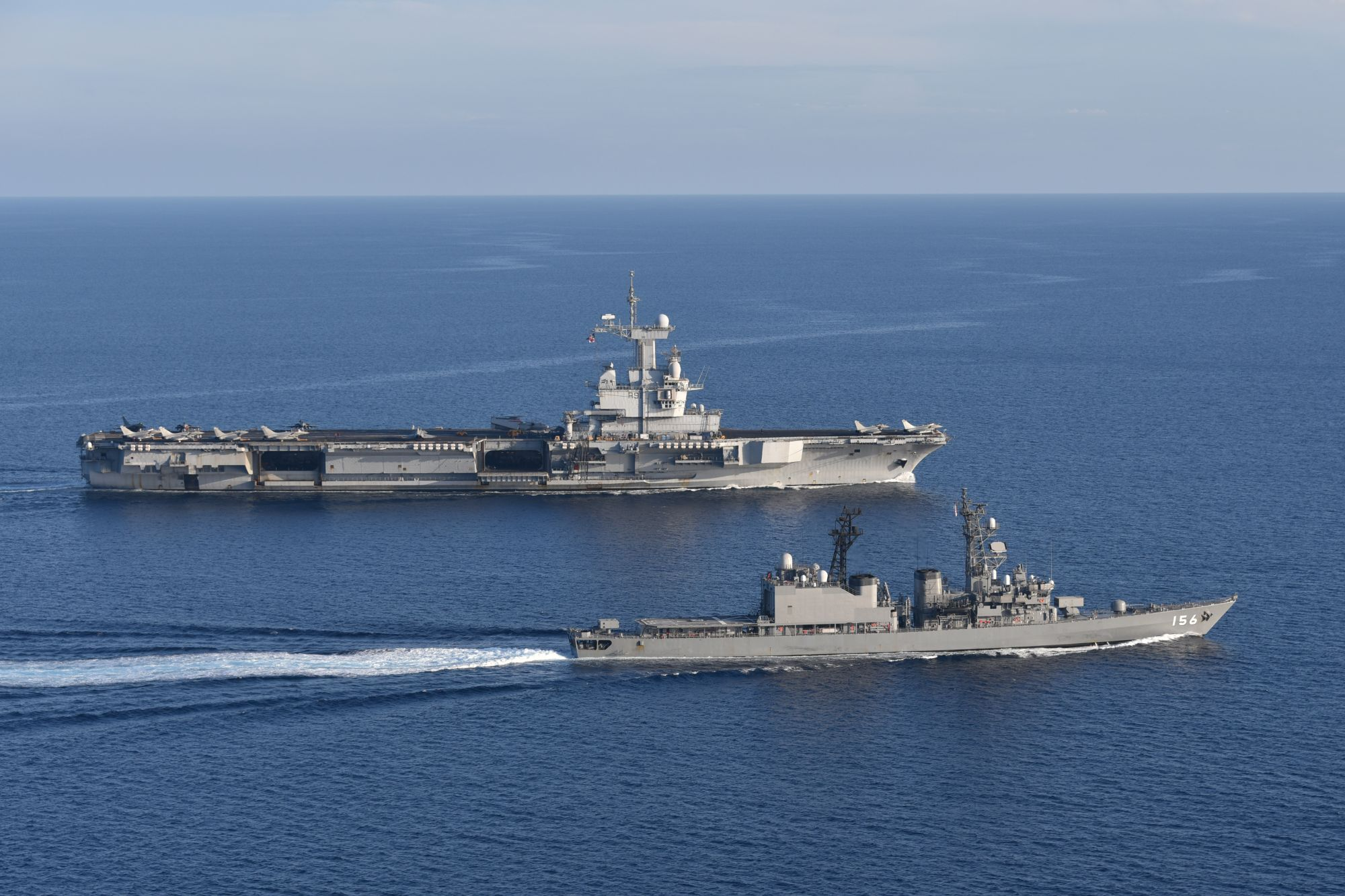
仏海軍「シャルル・ド・ゴール」と共同訓練を実施中の「せとぎり」